# Apsaly
Apsaly は、Microsoft Windows 用のテキストエディタである。フリーウェアとして配布しているが、寄付も歓迎している。

## 概要
一般のテキストファイルはもちろん、各種のプログラミング言語やHTML等のファイルの編集に適した本格的な汎用テキストエディタである。
軽快さを重視して設計されているため、軽量ながら、高多機能を装備し、高速で動作する。なお、消費メモリーの効率化を理由に、文字集合にはASCIIとShift_JISのみに対応している。
作者に対し、1000円以上の寄付をすることによって、いくつかの特典機能が扱えるようになる。
2007年に、「窓の杜大賞 編集部賞」に選定された。

## 特徴
- プロジェクト管理機能（アウトラインプロセッサ兼用可）
- スクリプト機能（MikoScript, JScript, VBScript 等）
- 各種の実用スクリプト搭載（サンプルも多数）
- 略語変換、単語補完、印刷、ファイル比較なども、MikoScript で実現
- タブ切り換え（グループ分け、非タブ化も可）
- 構文カラー強調表示（正規表現指定可）
- 慣用語句入力（一般, C++, HTML, メール, 絵文字など用）
- 折り畳み
- 見出し一覧（表題行, 関数, 注釈, HTMLタグ等の一覧）
- 任意範囲の着色、着色箇所へのジャンプ
- 強力な正規表現（NFAエンジン）
- 並列置換、日本語あいまい検索
- ファイルから検索/置換
- 検索一致部の着色
- 行マーク（1000 箇所程度まで可）
- Undo/Redo 回数無制限、任意の節目まで一気に復元
- CSV,TSV ファイルの編集
- 暗号化対応
- 自動インデント、禁則処理、英文ワードラップ
- 英字大⇔小、TAB⇔SP、全角⇔半角等の変換（矩形範囲も可）
- 選択範囲（矩形可）をドラッグ&ドロップで移動/コピー
- 選択範囲の情報（字数, 行数, 字種ごとの字数等）表示
- 選択範囲やクリップボードの編集
- 編集ウィンドウの状態保存/復元、左右/上下分割、一覧管理
- ファイルの文字コードは Shift-JIS, EUC, JIS, UTF16, UTF8, UTF7 等に対応
- 非等幅フォント使用時でも、矩形範囲選択可
- キー機能の割り当て（連打キー指定も可）
- メニューバー/コンテキストメニュー等の構成任意
- タイトルバー/ステータスバーの表示項目/順序任意
- 外部プログラムとの多彩な連携（標準入出力のやり取り等）
- オンライン検索（一般、辞書、百科事典等）
- 各種内部辞書検索（和英、英和等）
- IME ON/OFFでカーソル色替え、再変換、前後参照変換
- 各種入力リスト（検索/置換文字列、コマンド入力等用）
- キー操作の記録/再生
- 各種履歴文字列挿入
- ウィンドウの並列表示/解除、同期スクロール
- Ctags 対応タグジャンプ
- 読み上げ
- 聞き取り
- レジストリへの書き込みなし（拡張子の関連付けは除く）
- ヘルプが充実

### 特典機能
- プロジェクト管理機能の一部
- 復元点の設定
- 全編集テキストから検索
- 選択範囲の着色化
- 選択範囲の別ウィンドウでの編集
- クリップボードの編集
- 並列表示の解除
- 読み上げ
- 聞き取り